# 고요군칸

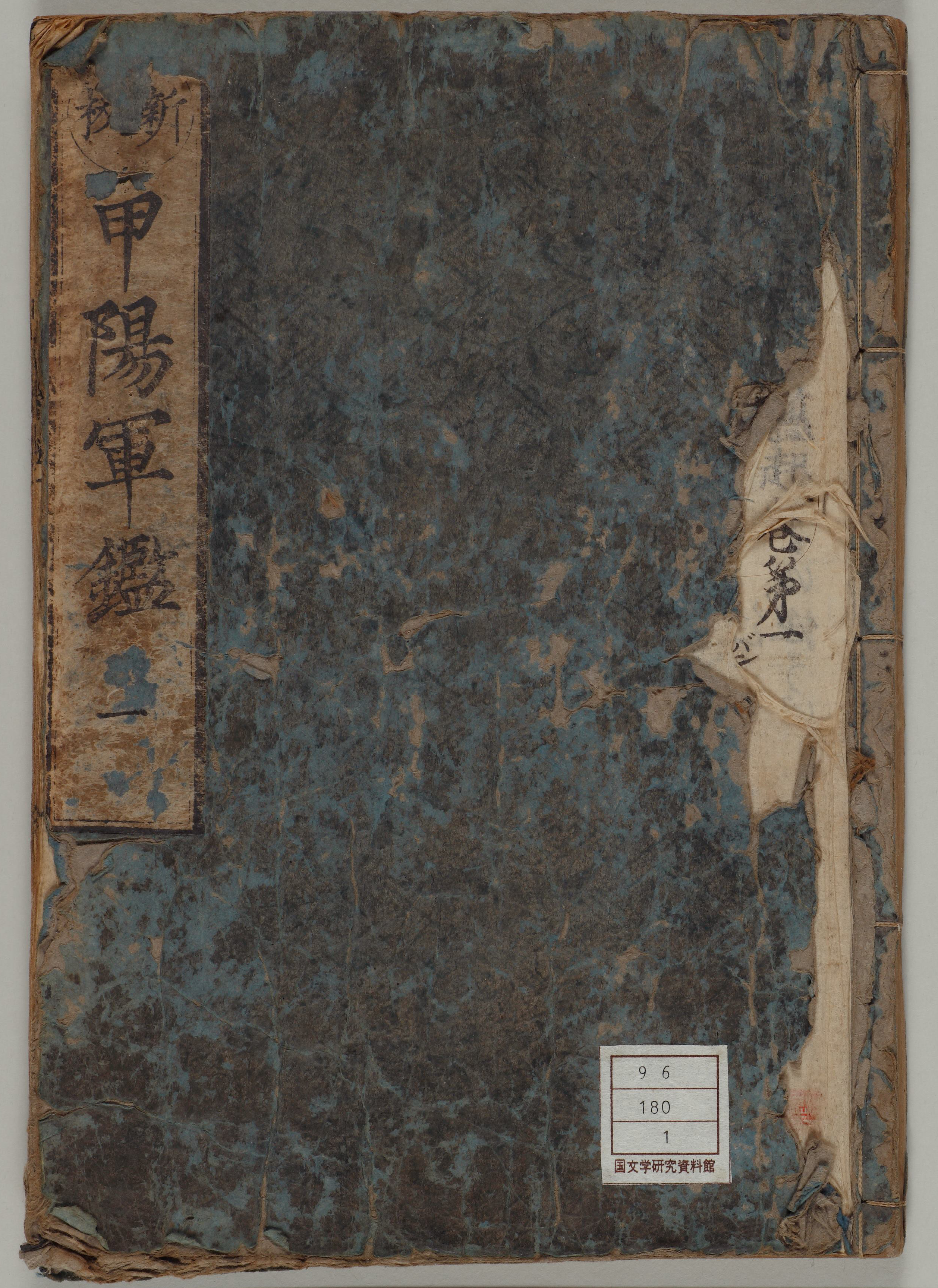
고요군칸(1616년).

《고요군칸》(일본어: 甲陽軍鑑)은, 일본 센고쿠 시대 가이국의 센고쿠 다이묘였던 다케다씨의 전략 ・ 전술을 서술한 군학(軍學) 서적이다. 기권(起卷), 목록(目錄), 본서(本書) 20권 23책 전 60품(品), 말서(末書) 2권으로 이루어져 있다. 다케다 신겐(武田信玄) ・ 다케다 가쓰요리(武田勝頼) 부자 시대에 벌어졌던 합전 기사를 중심으로 군법(軍法)과 형법(刑法) 등을 기술하였다.

## 개요

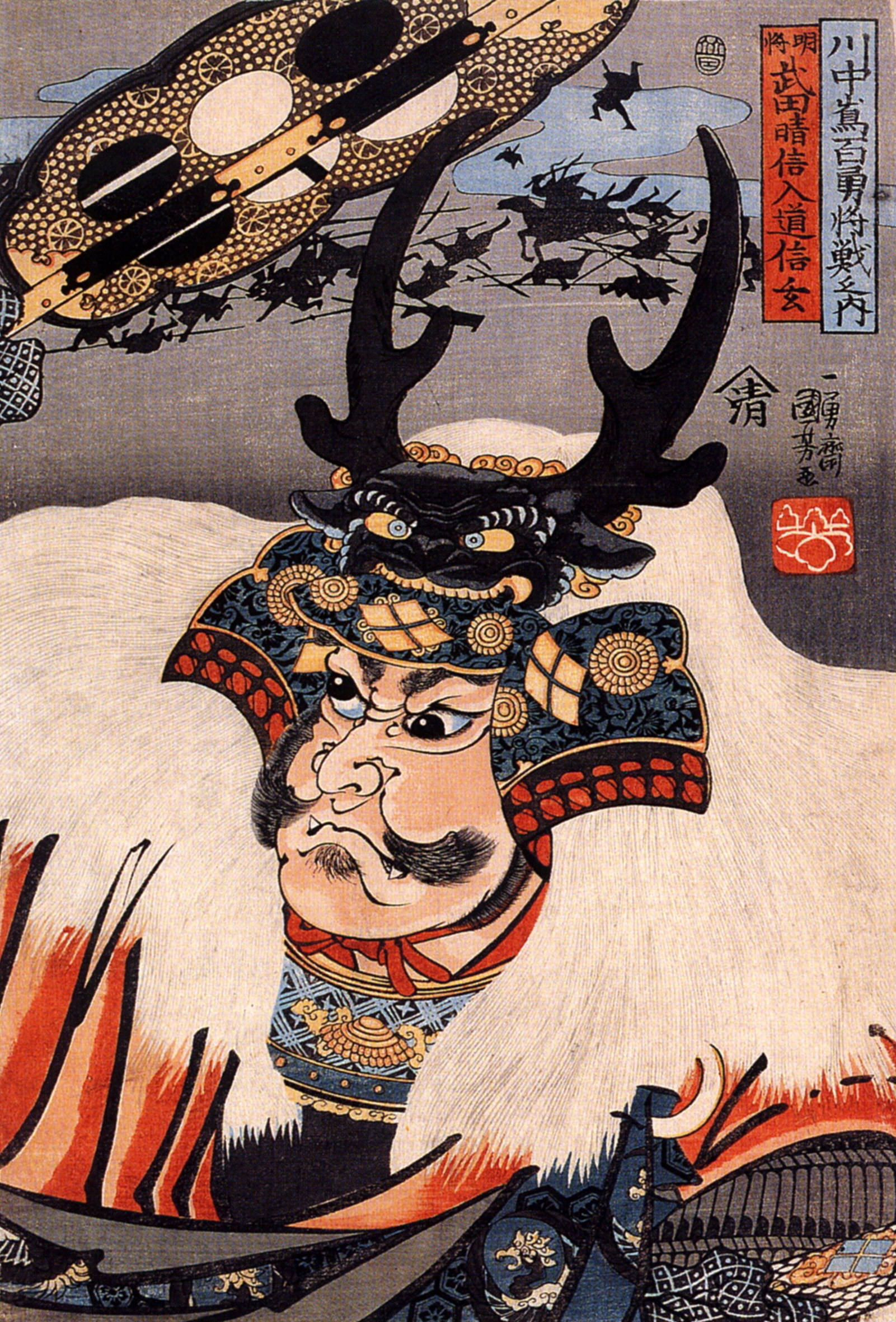
다케다 신겐.

내용은 노부토라(信虎) 치세 가이 국의 국내 통일을 배경으로 령국 확대를 행했던 다케다 신겐을 중심으로, 다케다 집안이나 다케다 집안의 가신단의 일화나 사적을 소개하고, 군학 등에 대한 서술로 잡다하면서도 요연하게 구성되어 있고, 군학 이외에도 다케다 집안의 의례에 관한 기술도 풍부하여 주목되는 부분도 많다.
덴쇼 10년(1582년)에 다케다 씨는 오다(織田) ・ 도쿠가와(徳川) 연합군의 침공으로 멸망하였으나, 오다 노부나가(織田信長) 사후 도쿠가와 이에야스(徳川家康)가 고슈(甲州)를 지배하게 되고 다케다 집안의 옛 신하들을 기용하겠다는 방침을 취했기 때문에, 고슈류(甲州流) 군학이라 불리는 군학이 번성하게 되었다. 본서는 고슈류 군학의 바이블격인 책으로, 에도 시대(江戸時代)에도 출판되어 널리 유포되었으며, 읽을거리로써 대중에 친숙하였다. 《고요군칸 평판》(甲陽軍鑑評判) 등의 해설서나 본서에서 노부토라 ・ 하루노부(晴信, 신겐) ・ 가쓰요리 3대의 시기에 대한 기술들을 추출한 가타지마 신엔시(片島深淵子)의 《다케다 삼대군기》(武田三代軍記) 등도 출판되었다. 에도 시대의 고단(講談)이나 가부키(歌舞伎)를 비롯해 메이지(明治) 이후의 연극 ・ 소설 ・ 영화 ・ 텔레비전 드라마 ・ 만화 등 다케다 씨를 제재로 하는 창작 세계에도 자료로써 채택되어 현대에 이르여기까지 많은 영향력을 미치고 있다.
간본으로는 고사본(古写本)을 저본으로 하는 사카이 겐지(酒井憲二)의 《고요군칸 대성》(甲陽軍鑑大成)이나 메이레키(明暦) 연간에 유포되었던 것을 저본으로 메이지 시대에 이소가이 마사요시(磯貝正義) ・ 핫토리 하루노리(服部治則)가 교주(校注)한 《고요군칸》(人物往来社, 1965년) 등 여러 가지가 있다.

## 성립 경위와 사료로써의 평가
《고요군칸》(이후 《군칸》으로 약칭)의 성립은 《군칸》 본문에 따르면 덴쇼 3년(1575년) 5월부터 5년(1577년)으로, 덴쇼 14년(1586년) 5월자로 끝났다고 했다. 군칸의 성립 시기는 다케다 가문의 중신이 여럿 전사했던 나가시노 전투(長篠の戦い) 직전에 해당하며, 《군칸》에 따르면 신겐 ・ 가쓰요리 시기의 다케다 가신이었던 고사카 단죠 마사노부(高坂弾正昌信, 가스가 도라쓰나春日虎綱, 이후 「도라쓰나」로 약칭)가 다케다 가문의 앞날을 걱정하여 도라쓰나의 조카이기도 했던 가스가 소지로(春日惣次郎) ・ 가스가의 가신인 오쿠로 히코주로(大蔵彦十郎) 등이 도라쓰나의 구술을 받아 적어 내려간다는 체제로 되어 있으며, 가쓰요리나 아토베 가쓰스케(跡部勝資) ・ 나가사카 미쓰사카(長坂光堅) 등 가쓰요리 측근에 대한 「간언서」로써 바쳐진 서적이었다고 하고 있다.
도라쓰나는 덴쇼 6년에 사망하였는데, 가스가 소지로는 다케다 씨가 멸망한 뒤 덴쇼 13년에 망명지 사도 섬(佐渡島)에서 사망할 때까지 집필을 이어나갔다. 이듬해 덴쇼 14년에는 원본을 도라쓰나의 부하였던 '오바타 시모쓰케노카미'(小幡下野守)가 입수하여 보완하고 책의 이름을 붙였는데 이 '오바타 시모쓰케노카미'라는 인물은 다케다 씨가 멸망한 뒤에 우에스기 가(上杉家)에 출사한 오바타 미쓰모리(小幡光盛) 또는 그 친아들일 것으로 여겨지고 있어, 오바타 가문에 전래된 원본이 근세에 들어 간행된 것으로 보기도 한다.
나아가 이를 다케다 집안의 아시가루 대장(足軽大将)이었던 오바타 미쓰모리의 아들 가게노리(景憲)가 입수하고 거듭 가필을 더해서 성립되었다고 여겨지며, 《군칸》의 원본은 존재하지 않지만 겐나(元和) 7년의 오바타 가게노리가 필사한 사본이 현존하는 군칸의 가장 오래된 사본으로써 남아 있다. 가게노리는 《군칸》을 교전(教典)으로 하는 고슈류 군학을 창시하였고 막부를 비롯한 여러 다이묘들에게 이를 전수하였는데, 이 무렵에는 혼아미 고에쓰(本阿弥光悦) 등 같은 시대의 사람들도 《군칸》을 접했다는 것이 기록되어 있다.
《군칸》은 근세에는 무가뿐 아니라 서민들 사이에도 유포되는 한편, 에도 시대부터 합전에 대한 기술의 오류 등이 지적되었다. 히젠 히라도 번(肥前平戸藩)의 번주 마쓰라 시게노부(松浦鎮信)의 저서로 겐로쿠(元禄) 9년(1696년)무렵에 성립된 《부코잣키》(武功雑記)에 따르면 야마모토 간스케(山本勘介)의 자식들이 학문을 익힌 승려로써 아버지의 사적을 도라쓰나의 저작으로 꾸며서 《고요군칸》이라는 이름을 붙여 창작한 것이라고 단언하였다. 유아사 조잔(湯浅常山)의 《죠잔키단》(常山紀談)에서도 "《고요군칸》은 허망함이 많다"(《甲陽軍鑑》虚妄多き事)라고 기술하고 있다.
메이지 시대 이후에는 실증주의 역사학이 일본 사학계의 주류가 되어, 실증성이 중시되는 근대 역사학에서 《다이헤이키》(太平記), 《다이코키》(太閤記) 등의 편찬물과 함께 기초적 사실이나 연대의 오기로 역사연구의 사료로써의 가치가 부정되었고, 가게노리가 도라쓰나의 이름을 빌려서 지은 위작이라고까지 보는 견해도 나오기에 이르렀다. 대표적인 논문은 1891년(메이지 24년)에 다나카 요시나리(田中義成)가 발표한 「고요군칸코」(甲陽軍鑑考)(《史学会雑誌》, 14호、史学雑誌)이다. 이 논문에 따르면 문서나 기록 자료와의 비교에서 큰 오류가 여럿 보이고 있는 것이 지적되고, 군칸은 고사카 단죠(가스가 도라쓰나)의 저작이 아니라 에도 시대 초기에 오바타 가게노리가 다케다 가문의 옛 신하들의 취재를 토대로 기록한 기록 이야기집이라고 하였다. 패전 뒤의 실증적 다케다 씨 연구에서도 고문서나 《고하쿠사이키》(高白斎記, 고요 일기甲陽日記), 《쇼잔키》(勝山記) 등의 다른 기록 자료와의 대조에서도 오류가 여럿 보인다는 점이 지적되었다.

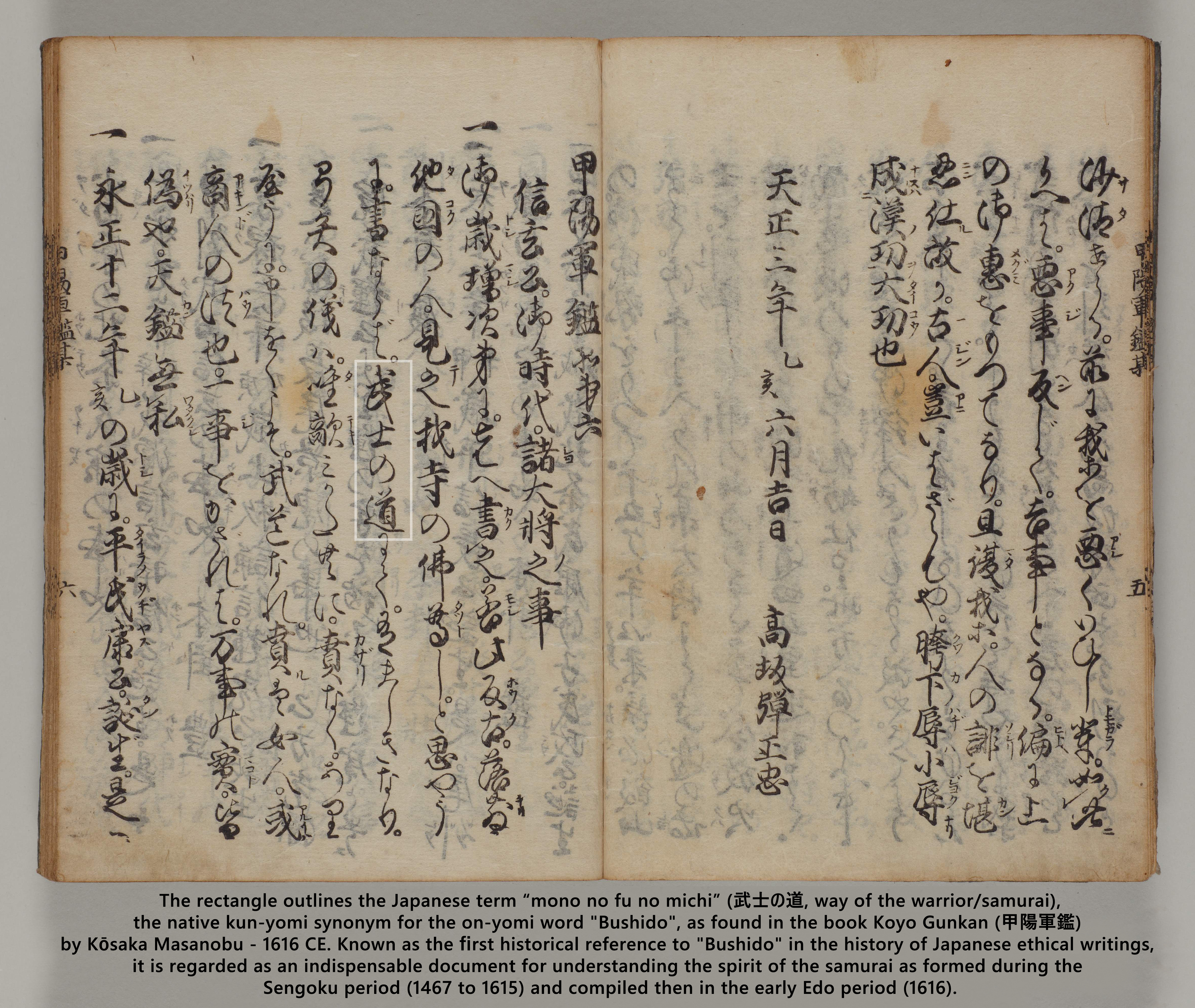
《고요군칸》 속에서 '무사의 도'를 언급한 부분.

한편으로 《일본국어대사전》(日本国語大辞典) 등 국어사전류나 무가고실(武家故実)의 기본적 참고서가 된 《무가명목초》(武家名目抄)에서는 《군감》의 어휘 ・ 어구(語句)가 다수 채용되어 있다. 또한 일본의 윤리 사상사에서는 '무사도'(武士道)가 처음으로 등장하는 사료로써도 알려져서, 센고쿠 시대에 형성된 무사(武士)의 사상을 에도 시대 초기에 집대성한 것으로 무사의 마음가짐을 알기 위해서 빠뜨릴 수 없는 문헌이라고 평가하고, 일본 사학에서의 취급과는 결을 달리 하고 있다.

## 사카이 겐지의 연구와 고요군칸의 재평가
일본의 국어학자 사카이 겐지(酒井憲二)는 1990년대부터 《군칸》에 관한 국어학적, 문헌학적, 서지학적 검토를 행했고, 《군칸》의 연구 수준을 크게 끌어올렸다는 평가를 받고 있다. 사카이는 《군칸》의 여러 가지 판본과 사본들을 문헌학적 ・ 서지학적으로 밝혀서 제각기 계통적으로 정리하고, 텍스트의 저본이 될 만한 사본을 확정지었다. 사카이의 군칸 연구는 《고요군칸 대성 제4권 연구편》(甲陽軍鑑大成 第四巻 研究編, 汲古書院、1995년 1월, ISBN 4-7629-3329-5)에 정리되어 있다. 이어 사카이는 《고요군칸 대성 본문편 상・하》(甲陽軍鑑大成 本文編上・下)를 간행하였다.
사카이의 연구의 주요 결론은 다음과 같다.
- 《군칸》은 본래 전23책으로 구성되어 있었다.
- 《군칸》의 원본은 주로 도라쓰나의 구술 ・ 구전을 사루가쿠모노(猿楽者)・오쿠라 히코주로(大倉彦十郎)가 기록한 것으로 성립되었다고 여겨진다. 도라쓰나 사후에는 조카인 가스가 소지로에 의해 집필이 계속되었다. 그러나 다케다 집안이 멸망한 뒤, 소지로는 이곳저곳을 떠도는 곤경에 처했고, 원본은 손상을 입었다. 이 손상된 원본을 아마도 아버지 오바타 미쓰모리로부터 입수했을 오바타 가게노리는 그 손상된 원본의 서사에 주력해 겐나 7년(1621년) 무렵에 사본을 만들어 냈다(이 사본은 현재 전하지 않는다). 가게노리의 서사 태도는 손상되어 필사가 곤란한 부분에서는 '(이 부분은) 끊어져서 보이지 않는다'(切れて見えず)라는 주석을 190여 개 부분에서 붙이고 있는 것에서 볼 수 있듯이 원본에 충실하였으며, 가필이나 윤색 등이 있었더라도 최소한의 부분에 머무를 것으로 판단된다.
- 《군칸》 본래의 본문은 호흡이 긴 한 줄 형식의 문장이나 유어(類語)를 거듭 사용하는 중층 표현, 신흥어(新興語), 노인어(老人語, 고어), 속어, 가이 ・ 시나노(信濃)의 사투리나 서민들이 사용하던 「게레쓰코토바」(げれつことば) 등 무로마치(室町) 말기의 구어적 요소를 농후하게 남기고 있다. 이와 같은 문장을 오바타 가게노리의 세대가 그럴 듯하게 베껴 써 낼 수는 없다. 가게노리의 역할은 충실한 필사자(謹直な写し手), 즉 사본의 제작자이지 통설처럼 《군칸》의 편찬자나 저자는 아니다.
- 무수한 합전을 신겐과 함께 했던 도라쓰나라면 범할 수 없는 오류가 적지 않다고 하지만, "알고 있는 대로 써내려갔으며, 연호가 완전히 같지 않고 전후로 뒤바뀌기도 했다"(存じ出だし次第書するにつき、年号、よろづ不同にして、前後みだりに候とも, 권1 말미에서), "사람의 잡담을 적어 베꼈으니, 정히 서로 다른 점이 많음도 분명하리라"(人の雑談にて書き写し候へば、定めて相違なる事ばかり多きは必定ばれ共, 권5) 등의 스스로 단언한 것처럼 사료로써의 한계가 있는 것은 당연하다. 특히 구술 필기라는 사료의 성격상, 연월에 기억의 착오가 있는 것은 필연적인 것이다(누구라도 10년, 20년 전에 있었던 일의 날짜를 정확하게 말하기는 어렵다). 물론, 그 오류가 왜 일어나게 되었는가는 고찰이 있어야 할 것이며, 오류가 있다고 한들 그것이 《군칸》의 가치를 저하시키는 것은 아니다.
- 군칸은, '가쓰요리 공의 치세에 본받아야 할'(勝頼公御代のたくらべになるべき) 일을 바라고, 신겐의 옛 신하들의 입장에서 새로운 주군(新君)이 된 가쓰요리와 그 측근 아토베 가쓰스케 ・ 나가사카 미쓰사카에 대한 진언서로써 집필되었던 것을 근간으로 하고 있다.

이러한 사카이의 국어학적 관계를 효시로, 일본에서는 히라야마 마사루(平山優)、오와다 데쓰오(小和田哲男)、구로타 히데오(黒田日出男) 등이 실증적 연구의 입장에서 《군칸》을 재평가하게 된다. 《군칸》을 엄중 평가한 사사모토 쇼지(笹本正治)도 무가고실이나 센고쿠 시대 사람들의 습속 등의 기술에 대해서는 사실을 전하고 있다고 판단하였다.
또한 근대 이후의 《군칸》의 가치를 결정지은 다나카의 논문에 대해서도 비판적인 검토가 더해졌다. 다나카의 논문은 서지학적 ・ 문헌학적 연구 절차가 충분하지 못하였고, 현대의 학문적 수준으로 보면 설득력 있는 고증 ・ 논증이라고는 할 수 없으며, 애초에 이 논문은 다나카가 30세라는 젊은 시절에 쓴 5페이지 분량의 소론(小論)에 지나지 않는다. 다나카가 지적한 오류도 훗날의 연구에서 극복되고 있다. 다나카가 지적한 오류의 한 가지 사례로 '죠칸사이'(일본어: 長閑斎) 문제가 있다. 이는 덴쇼 3년(1575년) 5월 21일 나가시노 전투 전날자에 보낸 것으로 비정되는, 「죠칸사이」라는 인물이 다케다 가쓰요리 앞으로 보낸 서장(「간다 다카히라 씨 옛 소장 문서」神田孝平氏旧蔵文書라 불린다)에서, 다케다 령국 가운데 어느 한 곳의 성의 수비를 맡고 있었던 '죠칸사이'라는 인물이 가쓰요리에게 히캬쿠(飛脚, 파발꾼)을 파견하였다는 내용이다. 종래 이 '죠칸사이'는 가쓰요리의 측근으로 나가시노 합전에 있어 주전론을 주장했던 나가사카 미쓰사카(長坂光堅, 釣閑斎)로 비정되었고, 1960년에는 다카야나기 미쓰토시(高柳光寿) 저 《나가시마 전투》(長篠之役)에서 《군칸》의 오류를 보여주는 실례로써 지적되었다. 이에 대해 2009년 히라야마 마사루가 「죠칸사이코」(長閑斎考, 《戦国史研究》58号에서 군칸의 「죠칸사이」는 스루가(駿河) 구노우 성(久能城)의 성주인 이마후쿠 죠칸사이(今福長閑斎, 《군칸》에는 浄閑斎로 표기되어 있다）로 비정된다는 것을 지적하였다. 다른 군칸 수록 문서도 대부분은 《센고쿠 유문 다케다 편》(戦国遺文 武田氏編) 등에 원본이나 양질의 필사가 확인된다. 그 이외의 문서도 몇 가지 검토를 요하는 문장이 포함되어 날짜나 사람의 관위 등에 오류나 개변이 더해져 있기는 하지만 내용은 사료 비판을 거쳐서 활용할 일이지 군칸의 사료적 가치가 저하될 증거가 되는 것은 아니다.

## 가쓰요리에 대한 평가
《군칸》에 따르면 가쓰요리 치세의 다케다 가문에 관해 아토베 가쓰스케 ・ 나가사카 미쓰사카 등 가쓰요리 측근이 전횡을 휘둘러 극에 달하였고 덴쇼 3년의 나가시노 전투에서는 아토베 ・ 나가사카 등이 합전에 반대하는 후다이(譜代) 가신들에 맞서 주전론을 주장하여 결국 대패를 불러왔다고 하는 등, 신흥 측근층과 후다이 숙로(宿老)층 사이의 대립 구도로써 다케다 집안의 사정을 기록하고, 가쓰요리나 가쓰요리 측근에 대해서 부당하게 폄하하고 있다고 지적되고 있다. 예를 들면 아토베 가쓰스케 ・ 나가사카 미쓰사카는 다케다 집안의 멸망에 즈음해 가쓰요리를 내버리고 달아나버렸다고 하는 기술이 있으나, 《신쵸코키》(信長公記), 《고란키》(甲乱記) 등 다른 기록 자료에 따르면 그들은 가쓰요리를 따라 자결하였다고 기록되어 있다.
《군칸》에 기록된 신겐 사후 그 죽음을 3년 동안 비밀로 숨겼다는 이야기나, 가쓰요리의 적남인 노부카쓰(信勝)의 원복(元服) 때에 가쓰요리가 은거하였을 가능성 등은 문서상으로도 인정되며, 또한 신겐 치세 후기부터 가쓰요리 치세 시기에는 다케다 령국의 확대에 수반하여 후다이 가로(家老)은 성주 대리(城代)로써 령국 각지에 부임하였고, 당주 측근에는 아토베 가쓰스케 등 측근층이 상주하였으며, 그들은 주인장(朱印状)의 봉자(奉者, 중개)역을 독점적으로 맡고 있었다는 것도 지적되어, 구체적인 일화의 신빙성에 관해서는 신중하게 접근해야 하기는 하지만, 《군칸》에 기록된 신흥 측근층과 후다이 가로층의 대립 구도 등은 다케다 집안의 실태를 반영하고 있을 가능성이 있는 것으로 여겨지고 있다.

## 텍스트
- 山田弘道 校訂・編集
  - 『甲陽軍鑑 上』〈甲陽叢書第1篇〉、温故堂、1892年。
  - 『甲陽軍鑑 下』〈甲陽叢書第2篇〉、温故堂、1893年。
- 『甲陽軍鑑』 高坂弾正[他] 甲斐志料刊行会 1934年10月
- 『甲陽軍鑑』 高坂昌信[他] 筑摩書房（ちくま学芸文庫） 2006年12月
- 国立国会図書館デジタルコレクション 《甲陽軍鑑・坤巻、甲陽軍鑑末書》 |url= 값 확인 필요 (도움말), 甲斐叢書 第5, 甲斐叢書刊行会, 1933 다음 글자 무시됨: ‘和書’ (도움말)
- 甲斐志料刊行会, 편집. (1935), 国立国会図書館デジタルコレクション 《甲陽軍鑑（本編20巻）》 |url= 값 확인 필요 (도움말), 甲斐志料集成 9, 甲斐志料刊行会 다음 글자 무시됨: ‘和書’ (도움말)
- 『甲陽軍鑑 第1』 古川哲史 岩波書店（岩波文庫） 1950年
- 『戦国史料叢書 第3』 人物往来社 1965年
- 『戦国史料叢書 第4』 人物往来社 1965年
- 『戦国史料叢書 第5』 人物往来社 1966年
- 『甲陽軍鑑』 吉田豊 徳間書店 1971年
- 『甲斐叢書 第4巻』 甲斐叢書刊行会 第一書房 1974年11月
- 『甲斐叢書 第5巻』 甲斐叢書刊行会 第一書房 1974年11月
- 『甲斐叢書 第9巻』 甲斐叢書刊行会 第一書房 1974年11月
- 『甲陽軍鑑』 腰原哲朗 教育社（教育社歴史新書; 4～6） 1979年9月
- 『甲陽軍鑑』 腰原哲朗 教育社 1980年11月
- 『甲陽軍鑑』 勉誠社（古典資料類従; 20～23） 1979年3月
- 『甲陽軍鑑』 土橋治重 矢立出版 1981年9月
- 『甲陽軍鑑大成 第3巻（索引篇）』 酒井憲二 汲古書院 1994年12月
- 『甲陽軍鑑大成 第2巻（本文篇下）』 酒井憲二 汲古書院 1994年8月
- 『甲陽軍鑑大成 第1巻（本文篇上）』 酒井憲二 汲古書院 1994年4月
- 『甲陽軍鑑大成 第4巻（研究篇）』 酒井憲二 汲古書院 1995年1月
- 『甲陽軍鑑大成 第5巻（影印篇 上）』 酒井憲二 汲古書院 1997年10月
- 『甲陽軍鑑大成 第6巻（影印篇 中）』 酒井憲二 汲古書院 1997年12月
- 『甲陽軍鑑大成 第7巻（影印篇 下）』 酒井憲二 汲古書院 1998年1月

## 참고 문헌
- 틀:オープンアクセス国立国会図書館デジタルコレクション 《甲陽軍鑑末書結要本、甲陽軍鑑評判、甲陽軍鑑辨疑》 |url= 값 확인 필요 (도움말), 甲斐叢書 第9, 甲斐叢書刊行会, 1934 다음 글자 무시됨: ‘和書’ (도움말)
- 平山優『検証長篠合戦』（ 吉川弘文館、2014年8月）ISBN 978-4-642-05782-0
- 平山優「春日虎綱」「小幡光盛」（柴辻俊六編『新編 武田信玄のすべて』新人物往来社 、2008年6月）ISBN 978-4-4040-3514-1
- 黒田日出男「『甲陽軍鑑』をめぐる研究史 ─『甲陽軍鑑』の史料論（1）─」（『立正大学 文学部論叢』124号、2006年9月）（PDF、後に同『甲陽軍鑑』の史料論―武田信玄の国家構想』校倉書房、2015年2月28日に収録）
- 黒田日出男「『甲陽軍鑑』の古文書学─『甲陽軍鑑』の史料論（4）─」（『武田氏研究』38号、2008年3月）
- 笹本正治『武田氏三代と信濃―信仰と統治の狭間で―』（郷土出版社、1988年）
- 柴辻俊六「「甲陽軍鑑」収録文書の再検討」（『武田氏研究』49号、2013年11月）
- 丸島和洋「武田氏の領域支配と取次-奉書式朱印状の奉者をめぐって-」（平山優・丸島和洋編『戦国大名武田氏の権力と支配』岩田書院、2008年）
- 小和田哲男『甲陽軍鑑入門』（角川学芸出版、2006年11月）ISBN 978-4044066017